# عبد الله أباد (قهاب صرصر)
عبد الله أباد (بالفارسية: عبدالله‌آباد) هي مستوطنة تقع في إيران في قسم قهاب صرصر الريفي. يقدر عدد سكانها بـ 252 نسمة .